# Großer Zapfenstreich

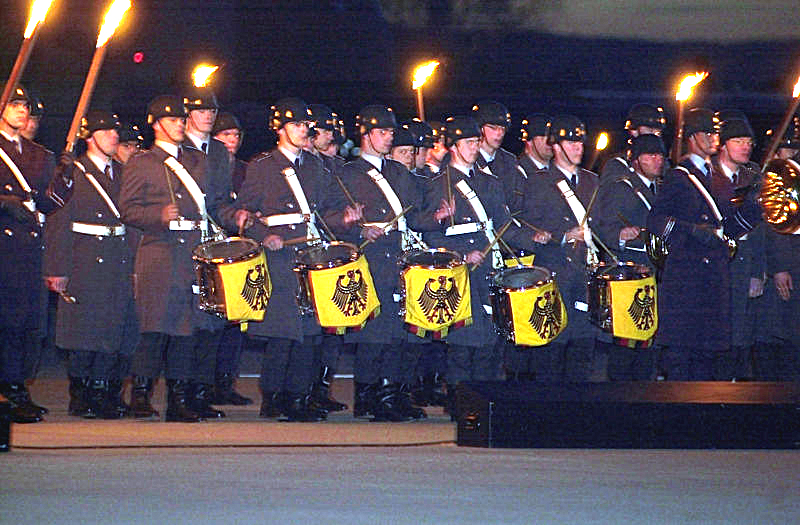
Großer Zapfenstreich zum Anlass des fünfzigsten Gründungstages der Ramstein Air Base (2002)

Der Große Zapfenstreich ist eine feierliche, am Abend abgehaltene Militärzeremonie, die von einer speziellen, nur für diesen Zweck vorgesehenen Formation aus Militärmusikern, Bewaffneten und Fackelträgern durchgeführt wird. Er ist das protokollarisch höchstrangige militärische Zeremoniell der Bundeswehr und gilt als höchste Auszeichnung, die die deutschen Streitkräfte einer Zivilperson zuteilwerden lassen können. Grundsätzlichen Anspruch auf eine Verabschiedung durch einen Großen Zapfenstreich haben Bundespräsident, Bundeskanzler und Bundesverteidigungsminister. Militärs im Range eines Generals oder Generalleutnants (bzw. eines Admirals oder Vizeadmirals) steht ebenfalls ein Zapfenstreich bei ihrem Ausscheiden aus dem aktiven Dienst zu.
In seinem Ablauf stellt er eine Kunstform des ursprünglichen militärischen Zapfenstreichs dar und wird heute insbesondere zur Ehrung von Persönlichkeiten, vereinzelt bei öffentlichen Gelöbnissen, bei Verbandsjubiläen sowie zum Abschluss großer Manöver abgehalten. Die Gesamtdauer beträgt etwa 20 Minuten.
Besondere öffentliche Aufmerksamkeit erhalten regelmäßig die Großen Zapfenstreiche zur Verabschiedung der aus dem Amt geschiedenen führenden Bundespolitiker. Tatsächlich findet die Mehrzahl der jährlich in Deutschland abgehaltenen Großen Zapfenstreiche aber ohne größere mediale Resonanz statt. In Deutschland wird das Zeremoniell jährlich etwa 20- bis 30-mal von der Bundeswehr durchgeführt.

## Geschichte
Wenn die Landsknechte zur festgesetzten Abendstunde in das Lager zurückkehren sollten, ging ein Offizier, begleitet von einem Pfeifer oder Trommler, durch die Gaststuben und schlug mit seinem Stock auf den Zapfen des Fasses. Danach durfte der Wirt keine Getränke mehr ausgeben und die Soldaten mussten in die Zelte. Diesen musikalischen Befehl nannten die Landsknechte „Zapfenstreich“. Wer sich ihm widersetzte, wurde hart bestraft. Der Begriff des Zapfenstreiches wurde erstmals 1596 erwähnt. Der sächsische Obristleutnant Johann Friedrich von Flemming beschrieb 1726 diesen militärischen Brauch erstmals ausführlich in seinem Buch „Der vollkommene teutsche Soldat“.
Der Große Zapfenstreich in seiner heutigen Form entstand in der ersten Hälfte des 19. Jahrhunderts. Der preußische König Friedrich Wilhelm III. ordnete während der Befreiungskriege 1813 die Ausweitung des Zapfenstreiches um das Präsentieren des Gewehrs, ein stilles Gebet und das Blasen eines Militärliedes an. Er folgte damit dem Beispiel Russlands, Österreichs und Schwedens. Nicht überliefert ist, welches Musikstück ursprünglich als Gebet gespielt wurde; schon bald setzte sich allerdings der noch heute verwendete Choral Ich bete an die Macht der Liebe durch.
Die seit der Ausweitung mehrfach veränderte Form des Großen Zapfenstreiches mit musikalischem Gebet und Militärmusik stellte der damalige Musikdirektor des Musikkorps des preußischen Gardekorps Wilhelm Wieprecht zusammen. Seine erste Aufführung fand am 12. Mai 1838 in Berlin zu Ehren des russischen Zaren Nikolaus I. statt. Nach der Gründung des deutschen Kaiserreiches 1871 wurde – bei Anwesenheit des Monarchen – vor dem Gebet die Kaiserhymne Heil dir im Siegerkranz intoniert. Seit 1922 erfolgte zum Abschluss der Zeremonie das Abspielen der deutschen Nationalhymne. Inzwischen wird bei Anwesenheit hoher ausländischer Gäste oder Truppenteile auch deren Nationalhymne gespielt.
1938 komponierte der Musikinspizient der Deutschen Polizei Wilhelm Schierhorn den sogenannten Großen Zapfenstreich der Deutschen Polizei, der 1939 veröffentlicht und 1940 in den Großen Abendruf der Deutschen Polizei umbenannt wurde. Unter dem letzten Titel ging die Komposition in die Geschichte der deutschen Polizeimusik ein. Dieses Zeremoniell diente vor allem dem neuen ideologischen Charakter des Polizeidienstes im sogenannten Dritten Reich und sollte die Eigenständigkeit der Polizei im Verhältnis zur Wehrmacht auch in musikalischer Hinsicht untermauern. Das gesamte Werk wurde im Gegensatz zu Wieprechts Zeremonie von Schierhorn allein konzipiert und ausgearbeitet. Die Aufführung war nur für die Musikkorps der Polizei und der Allgemeinen-SS vorgesehen.
Auch die DDR führte 1962 den Großen Zapfenstreich wieder ein. 1981 wurde er um „Elemente des progressiven militärischen Erbes“ ergänzt, beispielsweise um das Lied Für den Frieden der Welt des sowjetischen Komponisten Dmitri Schostakowitsch (siehe Großer Zapfenstreich der Nationalen Volksarmee).

## Personal

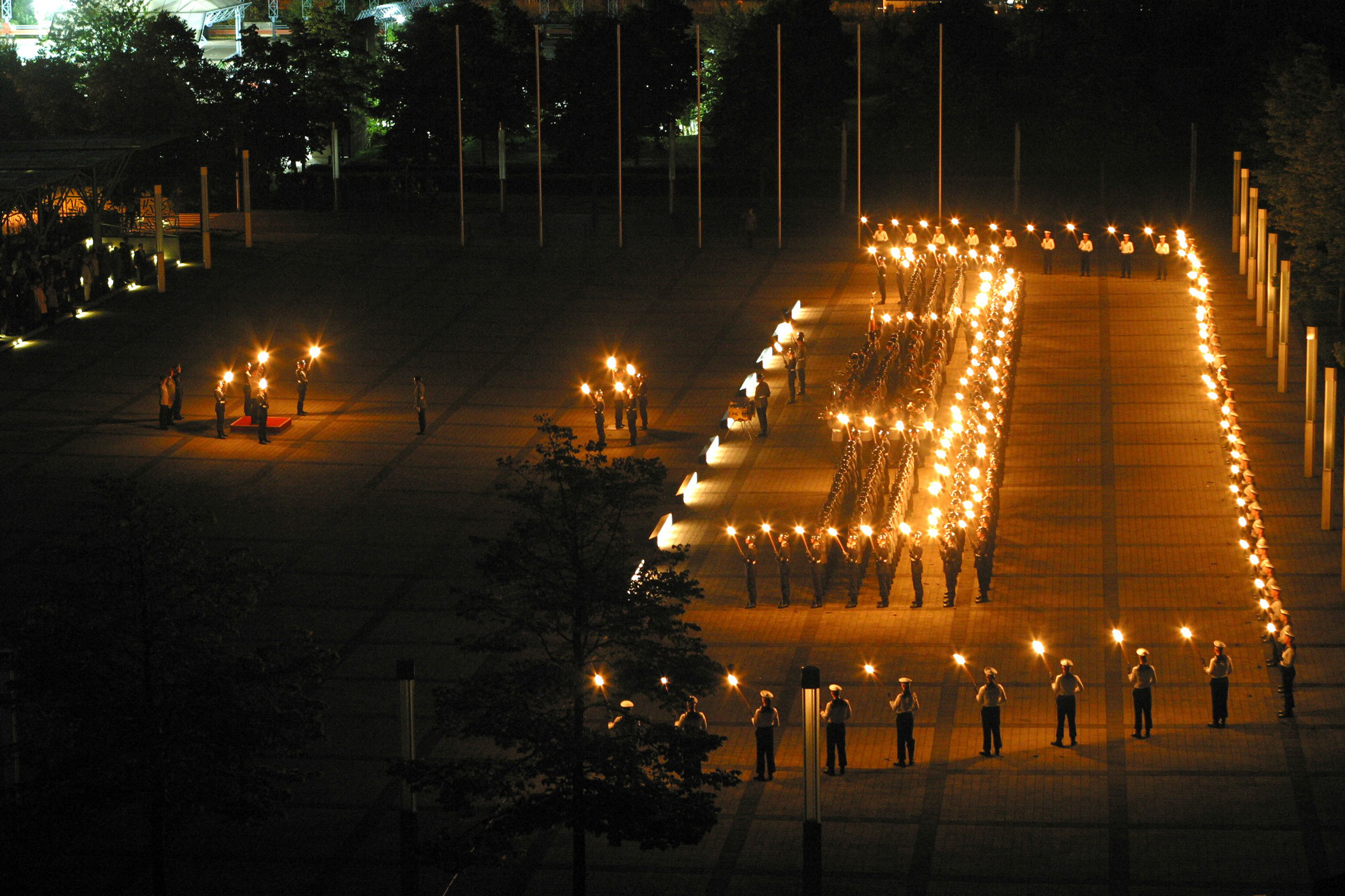
Großer Zapfenstreich auf dem Gelände des Bundesministeriums der Verteidigung in Bonn (2002). Das Bild zeigt gut die Aufstellung der Zapfenstreichformation (von links): Tribüne für den Ehrengast, Position des musikalischen Leiters (jeweils von vier Fackelträgern umrahmt), in der Mitte die zur Tribüne hin ausgerichtete Kernformation mit dem Musikkorps, den beiden Waffenzügen sowie den angeschlossenen Fackelträgern, dahinter mit einigem Abstand die „Perlenkette“ der den Schauplatz rahmenden zusätzlichen Fackelträger.

Die Ausführung des Großen Zapfenstreiches obliegt mindestens einem Musikkorps mit angeschlossenem Spielmannszug, zwei Zügen Begleitkommando unter Gewehr und einer Begleitformation aus Fackelträgern. Bereits vor dem Aufmarsch des Großen Zapfenstreichs ist am Ort des Geschehens die sogenannte „Perlenkette“, eine zusätzliche Linie von Fackelträgern, die den Zapfenstreich im Hintergrund rahmt, angetreten. Die gesamte marschierende Abteilung wird vom Kommandierenden während des Zeremoniells als „Großer Zapfenstreich“ angesprochen; der Begriff bezeichnet also sowohl das Zeremoniell an sich als auch die daran beteiligten Soldaten.
Bei den Großen Zapfenstreichen zur Verabschiedung der führenden Bundespolitiker oder ranghoher Militärs wird die Zapfenstreich-Formation üblicherweise vom Wachbataillon gestellt, da dessen besonders hoher Ausbildungsstand im Bereich Formaldienst sowie die nur noch dort verwendeten historischen Exerziergriffe mit dem Gewehr einen besonders hohen Schauwert besitzen. Ein großer Teil der durch die Bundeswehr aufgeführten Zapfenstreiche wird jedoch auch von regulären Truppenteilen durchgeführt (insbesondere bei Verbandsauflösungen, -verlegungen oder -jubiläen) – hierzu sind dann im Vorfeld zeitaufwendige Vorübungen nötig, da der komplexe Ablauf eines Zapfenstreichs mit den speziellen Kommandos und Abläufen nicht Teil der allgemeinen Formalausbildung der Bundeswehr ist. Häufig erfolgt in diesen Fällen eine Ausbildungsunterstützung durch das Wachbataillon.
Das heute von der Bundeswehr ausgeführte Zeremoniell schließt vor dem Beginn des eigentlichen Zapfenstreiches eine sogenannte Serenade ein (s. u.), die an sich nicht zum Ablauf des eigentlichen Großen Zapfenstreiches gehört, aber insbesondere im Fall einer Aufführung zur Ehrung einer Einzelperson dem Ablauf eine jeweils individuelle Prägung verleihen soll.

## Elemente
Die Elemente des Großen Zapfenstreiches sind folgende:
- der Aufmarsch des Großen Zapfenstreiches mit dem Yorckschen Marsch und der Meldung an die zu ehrende Persönlichkeit bzw. den protokollarisch höchstrangigen Anwesenden durch den Leitenden
- Nach dem Kommando „Serenade!“ die Serenade, eine Aufführung von üblicherweise drei, selten vier Musikstücken, die die zu ehrende Person auswählen darf. Wird der Große Zapfenstreich nicht zu Ehren einer Einzelperson, sondern anlässlich eines besonderen Ereignisses aufgeführt, werden die Stücke der Serenade vom Leiter des Musikkorps bestimmt und sollen von ihrem Titel bzw. ihrer Bedeutung her dem jeweiligen Ereignis angemessen sein.
- Nach dem Kommando „Großer Zapfenstreich stillgestanden! Großer Zapfenstreich!“ folgt der eigentliche Große Zapfenstreich, der sich aus folgenden Bestandteilen zusammensetzt:[2]

- Locken zum Großen Zapfenstreich durch den Spielmannszug; dies erinnert an die Trommelsignale, die den bevorstehenden Zapfenstreich im Feldlager ankündigten
- Preußischer Zapfenstreichmarsch als Traditionselement der Fußtruppen
- Retraite mit drei Posten (Fanfarenrufe) als Traditionselement der berittenen Truppen; die drei Posten unterscheiden sich durch eine zunehmende Getragenheit und Melancholie im Vortrag und rufen symbolisch nacheinander die Versprengten und die Verwundeten nach der Schlacht zurück, die dritte und letzte Post ist ein musikalischer Gruß an die Toten, die nicht mehr zurückkehren
- Zeichen zum Gebet durch den Spielmannszug
- Nach dem Kommando „Helm ab zum Gebet!“ das musikalische Gebet, die von Dmitri Bortnjanski komponierte Choralstrophe, die später mit dem Text „Ich bete an die Macht der Liebe“ von Gerhard Tersteegen unterlegt wurde. Die beteiligten Soldaten halten dazu den Helm mit der linken Hand vor die Brust; anwesende Soldaten in Uniform nehmen formlos ihre Kopfbedeckung ab.
- Das Kommando „Helm auf!“, Abschlagen nach dem Gebet und Ruf nach dem Gebet.

- Nach dem Kommando „Achtung, präsentiert!“ (bzw. Wachbataillon: „Das Gewehr über! Achtung, präsentiert das Gewehr!“) die deutsche Nationalhymne,
- Abmeldung des Großen Zapfenstreiches und Ausmarsch der Formation zu den Klängen des Preußischen Zapfenstreichmarsches.

Das Locken zum Großen Zapfenstreich, das Zeichen zum Gebet und das Abschlagen nach dem Gebet werden als musikalische Kommandos nur von den Spielleuten (Spielmannstrommel und -pfeife) unter Leitung des Tambourmajors ausgeführt, die übrigen Musikstücke vom gesamten Musikkorps. Der Ruf nach dem Gebet knüpft musikalisch an die Retraite an und umrahmt so den Gebetsteil. Auf- und Abmarsch sowie die Meldungen sind mit weiteren Kommandos verbunden.
Aufgrund der besonderen Tradition der Bayerischen Armee bis 1919 kann in Bayern eine abgeänderte Form des oben beschriebenen Zapfenstreiches zur Aufführung kommen. In ihr wird der Bayerische Zapfenstreichmarsch anstelle des preußischen Zapfenstreichmarsches und das Bayerische Militärgebet von Johann Kaspar Aiblinger anstelle des Chorals Ich bete an die Macht der Liebe gespielt.

## Anlässe seit 1949
Am Abend des 20. Mai 1992 hatte Verteidigungsminister Volker Rühe einen Zapfenstreich angeordnet, um den scheidenden Außenminister Hans-Dietrich Genscher aus dem Amt zu verabschieden. Dies war das erste Mal, dass ein Bundesaußenminister derart geehrt wurde.
Die wohl größten und öffentlichkeitswirksamsten Großen Zapfenstreiche nach der Wende wurden am 8. September 1994 zur Verabschiedung der Westalliierten aus Berlin vor dem Brandenburger Tor sowie zur Verabschiedung von Helmut Kohl aus dem Amt des Bundeskanzlers am 17. Oktober 1998 vor dem Speyerer Dom aufgeführt.
Am 13. Oktober 2021 fand auf dem Platz der Republik, dem Platz vor dem Reichstagsgebäude, ein Großer Zapfenstreich zu Ehren der Einsatzrückkehrer nach dem Ende des Bundeswehreinsatzes in Afghanistan statt.

### Serenadenwünsche der Bundespräsidenten
| Name                   | Partei    | Dienstzeit | Wünsche | Datum/Ort                                                                     |
| ---------------------- | --------- | ---------- | --- | ----------------------------------------------------------------------------- |
| Theodor Heuss          | FDP       | 1949–1959  | |                                                                               |
| Heinrich Lübke         | CDU       | 1959–1969  | |                                                                               |
| Gustav Heinemann       | SPD       | 1969–1974  | kein Zapfenstreich, stattdessen Bootsfahrt auf dem Rhein mit geladenen Gästen                                   | kein Zapfenstreich, stattdessen Bootsfahrt auf dem Rhein mit geladenen Gästen |
| Walter Scheel          | FDP       | 1974–1979  | - Die Gedanken sind frei                                                                                        |                                                                               |
| Karl Carstens          | CDU       | 1979–1984  | |                                                                               |
| Richard von Weizsäcker | CDU       | 1984–1994  | |                                                                               |
| Roman Herzog           | CDU       | 1994–1999  | - Der Coburger - Des Großen Kurfürsten Reitermarsch - Bayerisches Militärgebet (Johann Kaspar Aiblinger)        |                                                                               |
| Johannes Rau           | SPD       | 1999–2004  | - Pomp and Circumstance Marches (Edward Elgar) - Jesus bleibt meine Freude (Bach) - Abendlied (Gerhard Scholz)  | 29. Juni 2004                                                                 |
| Horst Köhler           | CDU       | 2004–2010  | - Geschwindmarsch (Strauss) - Langsamer Marsch gemäß Friedrich II. - St. Louis Blues (W. C. Handy)              | 15. Juni 2010                                                                 |
| Christian Wulff        | CDU       | 2010–2012  | - Alexandermarsch - Over the Rainbow - Da berühren sich Himmel und Erde (Christoph Lehmann) - Ode an die Freude | 8. März 2012                                                                  |
| Joachim Gauck          | parteilos | 2012–2017  | - Über sieben Brücken musst du gehn (Karat) - Freiheit, die ich meine - Ein feste Burg ist unser Gott           | 17. März 2017                                                                 |

### Serenadenwünsche der Bundeskanzler
Der erste Bundeskanzler, der zu seinem Amtsabschied mit einem großen Zapfenstreich geehrt wurde, war 1998 Helmut Kohl. Zuvor wurden Altkanzler aber gelegentlich zu runden Geburtstagen mit diesem Zeremoniell geehrt.
| Name             | Partei | Dienstzeit | Wünsche                                                                                      | Datum/Ort                                |
| ---------------- | ------ | ---------- | -------------------------------------------------------------------------------------------- | ---------------------------------------- |
| Helmut Kohl      | CDU    | 1982–1998  | Des Großen Kurfürsten Reitermarsch Nun danket alle Gott Ode An die Freude (Europahymne)      | 10. Oktober 1998 Domplatz, Speyer        |
| Gerhard Schröder | SPD    | 1998–2005  | Die Moritat von Mackie Messer (Die Dreigroschenoper) Summertime My Way                       | 19. November 2005 Rathausplatz, Hannover |
| Angela Merkel    | CDU    | 2005–2021  | Du hast den Farbfilm vergessen Für mich soll’s rote Rosen regnen Großer Gott, wir loben dich | 2. Dezember 2021 Bendlerblock, Berlin    |
| Olaf Scholz      | SPD    | 2021–2025  | In My Life gekürzter 1. Satz des 2. Brandenburgischen Konzerts Respect                       | 5. Mai 2025 Bendlerblock, Berlin         |

### Serenadenwünsche der Verteidigungsminister
Nach seinem Rücktritt am 30. November 1962 wurde Franz Josef Strauß als erstem Verteidigungsminister die Ehre des Zapfenstreiches zuteil.
| Name                       | Partei | Dienstzeit | Wünsche | Ort                                    |
| -------------------------- | ------ | ---------- | --- | -------------------------------------- |
| Franz Josef Strauß         | CSU    | 1956–1963  | Märsche der Teilstreitkräfte: Bayerischer Defiliermarsch (Heer) Starfighter-Marsch (Luftwaffe) Panzerschiff Deutschland (Marine)                                                                 | Luftwaffenkaserne Wahn, Köln           |
| Kai-Uwe von Hassel         | CDU    | 1963–1966  | |                                        |
| Gerhard Schröder           | CDU    | 1966–1969  | |                                        |
| Helmut Schmidt             | SPD    | 1969–1972  | |                                        |
| Georg Leber                | SPD    | 1972–1978  | |                                        |
| Hans Apel                  | SPD    | 1978–1982  | |                                        |
| Manfred Wörner             | CDU    | 1982–1988  | |                                        |
| Rupert Scholz              | CDU    | 1988–1989  | |                                        |
| Gerhard Stoltenberg        | CDU    | 1989–1992  | |                                        |
| Volker Rühe                | CDU    | 1992–1998  | |                                        |
| Rudolf Scharping           | SPD    | 1998–2002  | Stars and Stripes Forever Ode an die Freude (Europahymne) | Bendlerblock, Berlin                   |
| Peter Struck               | SPD    | 2002–2005  | Fliegermarsch von Hermann Dostal Gruß an Kiel Des Großen Kurfürsten Reitermarsch Wann wir schreiten Seit’ an Seit’                                                                               | Bendlerblock, Berlin                   |
| Franz Josef Jung           | CDU    | 2005–2009  | Time to Say Goodbye | Bendlerblock, Berlin                   |
| Karl-Theodor zu Guttenberg | CSU    | 2009–2011  | Smoke on the Water Präsentiermarsch des Leib-Kürassier-Regiments Großer Kurfürst Nr.1 König-Ludwig II.-Marsch                                                                                    | Bendlerblock, Berlin                   |
| Thomas de Maizière         | CDU    | 2011–2013  | Live Is Life Wir. Dienen. Deutschland. (Erkennungsmelodie der Bundeswehr) von Simon Theisen Großer Gott, wir loben dich                                                                          | 8. Januar 2014 Bendlerblock, Berlin    |
| Ursula von der Leyen       | CDU    | 2013–2019  | Ave Verum Wind of Change Ode an die Freude (Europahymne) | 15. August 2019 Bendlerblock, Berlin   |
| Annegret Kramp-Karrenbauer | CDU    | 2019–2021  | Die glorreichen Sieben von Elmer Bernstein Wir. Dienen. Deutschland. (Erkennungsmelodie der Bundeswehr) von Simon Theisen Your Love Keeps Lifting Me Higher and Higher von Jackie Wilson         | 15. Dezember 2021 Bendlerblock, Berlin |
| Christine Lambrecht        | SPD    | 2021–2023  | Niemals geht man so ganz von Trude Herr und Jürgen Fritz Hessischer Fahnenmarsch von Landgraf Ludwig VIII. von Hessen-Darmstadt Marsch des hessischen Kreis-Regiments und des Regiments Landgraf | 28. März 2023 Bendlerblock, Berlin     |

## Sonstiges
- Allen Musikkorps der Bundeswehr ist es untersagt, Bestandteile des oben aufgelisteten eigentlichen Großen Zapfenstreiches bei anderen Gelegenheiten aufzuführen. Dadurch soll der besondere Rang des Großen Zapfenstreiches als höchstes militärisches Zeremoniell betont werden. Ausnahmen von dieser Vorschrift bedürfen mindestens der Genehmigung des zuständigen Divisionskommandeurs und werden nur für besondere Anlässe erteilt. So wurde beispielsweise beim Auftritt des Musikkorps der Bundeswehr bei einem Militärmusikfestival in Moskau 2007 der Preußische Zapfenstreichmarsch zur Aufführung gebracht, um die enge historische Verbundenheit der deutschen und russischen Militärmusik hervorzuheben.
- Der Große Zapfenstreich ist neben dem Begräbnis mit militärischen Ehren das einzige militärische Zeremoniell in Deutschland, bei dem das Tragen des Gefechtshelms zum Großen Dienstanzug vorgeschrieben ist.
- Der Große Zapfenstreich wird in Deutschland auch von zivilen Musikkapellen, Spielmannszügen und Vereinsorchestern zu besonderen Anlässen wie z. B. Feuerwehr-Jubiläen, Stadt- oder Schützenfesten aufgeführt.[26]

## Kritik
Forderungen, den Großen Zapfenstreich abzuschaffen, gab es immer wieder. Antimilitaristische und pazifistische Gruppen stellten sich in der Vergangenheit gegen diese Zeremonie. Andere Gruppen wiesen auf die Bedeutung des Zapfenstreiches im NS-Regime hin.
Abgelehnt werden von Kritikern etwa die formale Fortführung preußischer Militärtradition, die als antiquiert, überholt und martialisch gesehen wird. Das Thema selbst und der Anlass der Feierlichkeit werden dabei nicht grundsätzlich in Frage gestellt. Gefordert wird häufig nur eine modernere und zeitgemäßere Form der Inszenierung. Eine tiefergehende Form von Kritik zielt direkt auf die durch das Ritual transportierte Botschaft bzw. die Institution Bundeswehr selbst bzw. ihre momentan wahrgenommenen militärischen Aufgaben. Unterstellt werden u. a. ein Bekenntnis zur Remilitarisierung der Gesellschaft und nationale Machtphantasien.
1996 scheiterten PDS und Bündnis 90/Die Grünen im Petitionsausschuss des Deutschen Bundestages mit ihrer Forderung, die Aufführung des Zapfenstreiches und/oder die religiösen Riten darin abzuschaffen.
Der Große Zapfenstreich am 8. März 2012 für den zurückgetretenen Christian Wulff ließ die öffentliche Diskussion über den Anspruch auf Ehrung für alle ausgeschiedenen Amtsträger wieder aufleben. In Berlin demonstrierten einige hundert Bürger unter anderem mit Vuvuzelas gegen die Ehrung Wulffs.
Am 13. Oktober 2021 würdigten Vertreter der fünf Verfassungsorgane, darunter Bundeskanzlerin Angela Merkel, den Afghanistan-Einsatz der Bundeswehr. Zuerst gab es einen Abschlussappell mit Reden von Politikern vor dem Verteidigungsministerium, später folgte vor dem Reichstagsgebäude ein Großer Zapfenstreich als höchstes militärisches Zeremoniell der Bundeswehr. Das Ritual wurde im Anschluss von Medienschaffenden und Politikern wie Jan Böhmermann, Jutta Ditfurth, Sevim Dağdelen und Hans-Christian Ströbele auf Twitter kritisiert. Der Kritik widersprachen unter anderem Verteidigungspolitiker verschiedener Parteien, wie Tobias Lindner (Grüne), Omid Nouripour (Grüne), Marie-Agnes Strack-Zimmermann (FDP) und Elisabeth Motschmann (CDU), sowie der Politikwissenschaftler Carlo Masala, die den Zapfenstreich als wichtiges Symbol einer demokratischen Armee verteidigten.
Im Vorfeld der Veranstaltung hatte eine Gruppe von evangelischen Pfarrern sich in einem Brief an die EKD gegen die Teilnahme von Kirchenvertretern an derartigen militärischen Ehrungen ausgesprochen und kritisiert, dass die Zeremonie unvereinbar sei mit dem religiösen Neutralitätsgebot des Grundgesetzes.